# 자그미트 싱

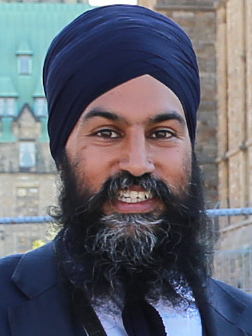
자그미트 싱

자그미트 싱 지미 달리왈(영어: Jagmeet Singh Jimmy Dhaliwal, 1979년 1월 2일 ~ )은 흔히 자그미트 싱(영어: Jagmeet Singh)으로 알려진 캐나다의 법조인, 정치인으로 2017년 이래 신민주당의 대표, 2019년 이래 남버나비 선거구의 국회의원이다.
온타리오주 스카버러에서 인도 펀자브주 출신 이민자인 하르미트 카우르와 자그타란 싱 부부의 아들로 태어났으며, 가족들과 함께 뉴펀들랜드 래브라도주 세인트존스에서 어린 시절을 보냈다. 6학년부터 12학년까지 미국 미시간주 비벌리힐스에 위치한 디트로이트 컨트리 데이 학교에 재학했으며, 2001년에 웨스턴온타리오 대학교에서 생물학 학사 학위를, 2005년에 요크 대학교 오스굿 홀 로스쿨에서 법학 학사 학위를 받았다. 토론토 대도시권에서 형사법 전문 변호사로 근무한 이후에 신민주당 온타리오 지부의 당원으로, 2011년부터 2017년까지 브래이멀리아-고어-맬튼 선거구의 온타리오 주의회 의원을 역임한 바 있다.
정계 입문 전에는 각계 로펌에서 피고측 변호사로 활동한 바 있으며, 2011년 연방 총선에 브래이멀리아-고어-맬튼 선거구에 도전했으나 보수당의 발 고살 후보에 아깝게 패했다. 대신에 온타리오 주의회 선거에 동일한 선거구에 출마해 당선되었다. 2015년 신민주당 온타리오 지부의 부대표가 되었으며, 2017년까지 앤드리아 호배스 대표 밑에서 직을 맡았다. 2017년 연방 신민주당 전당대회에 출마를 선언했으며, 10월 1일 본선에서 53.8%를 득표해 톰 멀케어의 후임 대표로 선출되었다.
그는 당선과 함께 캐나다 최초의 소수민족 출신 주류 정당 대표가 되었다(다만 일전에 퀘벡전선의 임시 대표였던 비비앙 바르보를 포함할 경우 두 번째이다). 그는 또한 온타리오 주의원으로서는 최초로 터번을 착용한 시크교도이며, 특유의 패션과 스타일로 언론의 이목을 끌었다. 스스로를 진보적 사민주의자임을 자처하며, 최저임금을 시간당 15달러로 인상, 마약 개인소유 합법화, 고소득자의 일부 세금 공제 폐지를 지지한다.